# Ogród działkowy

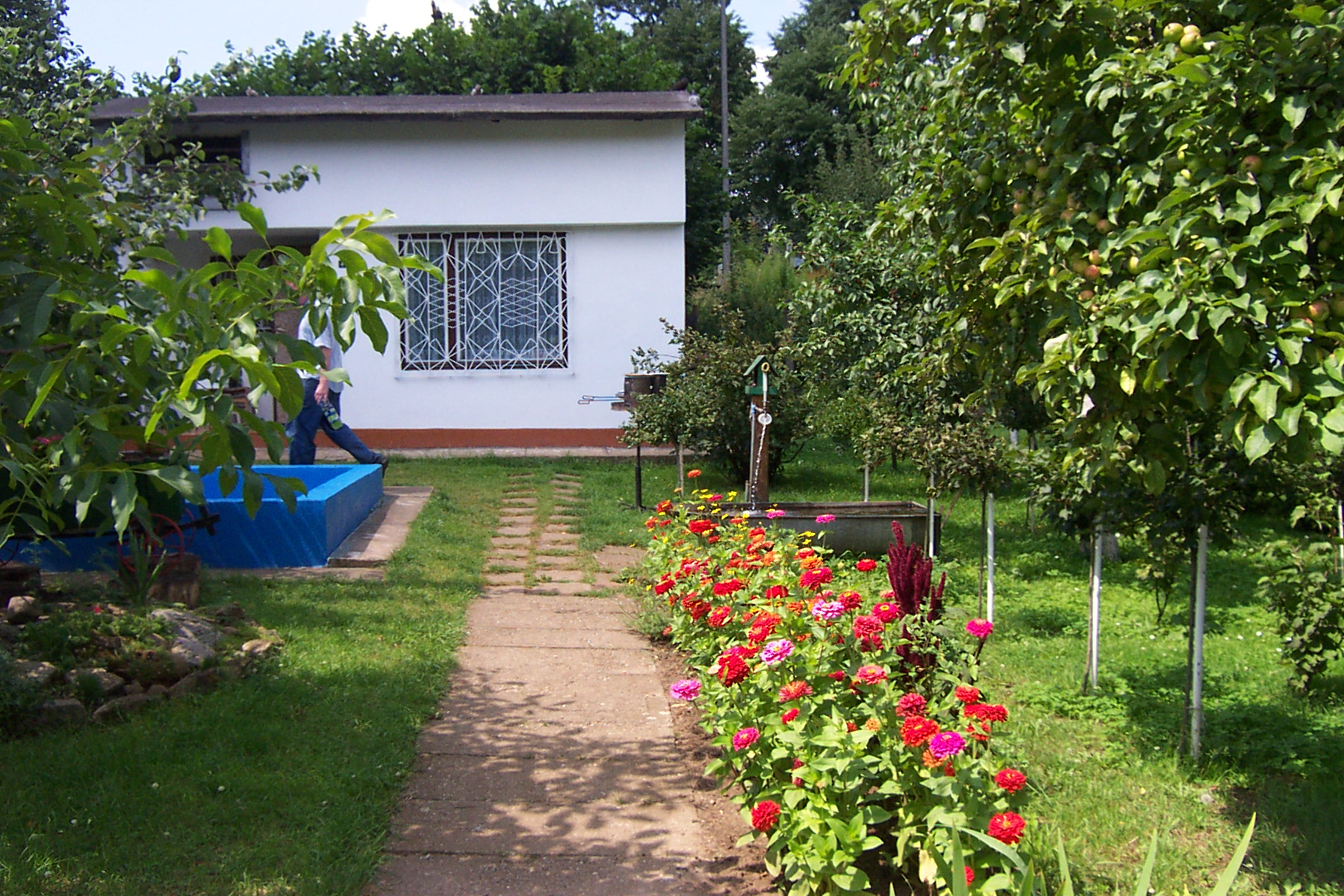
Ogródek działkowy

Ogród działkowy – obszar gruntu rolnego podzielony na działki przeznaczone pod uprawy ogrodowe i oddane w użytkowanie osób fizycznych, wyposażony w urządzenia niezbędne do prowadzenia upraw ogrodowych oraz służący zarazem do wypoczynku użytkowników działek i innych osób. Osoba mająca prawo użytkowania działki w ogrodzie działkowym nazywana jest działkowcem.

## Funkcje ogrodów działkowych
Ogrody działkowe zapewniają ich użytkownikom aktywny wypoczynek, możliwość prowadzenia upraw ogrodniczych głównie na własne potrzeby, stanowią składnik terenów zielonych oraz terenów rekreacyjnych. Są również elementem ochrony przyrody. Służą poprawie warunków ekologicznych miast i sytuacji bytowej ich mieszkańców. Celem realizacji funkcji ogrodów działkowych wprowadza się stosowne ograniczenia prawne. Przykładowo polskie prawo nie pozwala na prowadzenie na terenie rodzinnych ogrodów działkowych działalności gospodarczej ani na zamieszkiwanie na takich obszarach.

## Organizacje prowadzące ogrody działkowe
Ogrody działkowe zakładają i prowadzą właściwe organizacje społeczne wskazane w przepisach prawa danego państwa (np. w Polsce stowarzyszenia ogrodowe).

## Ogrody działkowe w Polsce
Pierwsze w Polsce ogródki działkowe (ROD „Kąpiele Słoneczne”) założone zostały w Grudziądzu przez doktora Jana Jalkowskiego w 1897 roku. Następny był najstarszy w Warszawie Ogród Działkowy Tramwajarzy przy ul. Odyńca (obecnie ROD im. Obrońców Pokoju). Założyła go w 1902 roku Kazimiera Proczek. Kolejne ogrody powstały w Chorzowie w roku 1905, a następnie w Katowicach w roku 1909. Były to tzw. ogródki szreberowskie powstały. Od początku nastawione były one na produkcję owoców i jarzyn na potrzeby działkowiczów i ich rodzin.

## Ogrody działkowe na świecie

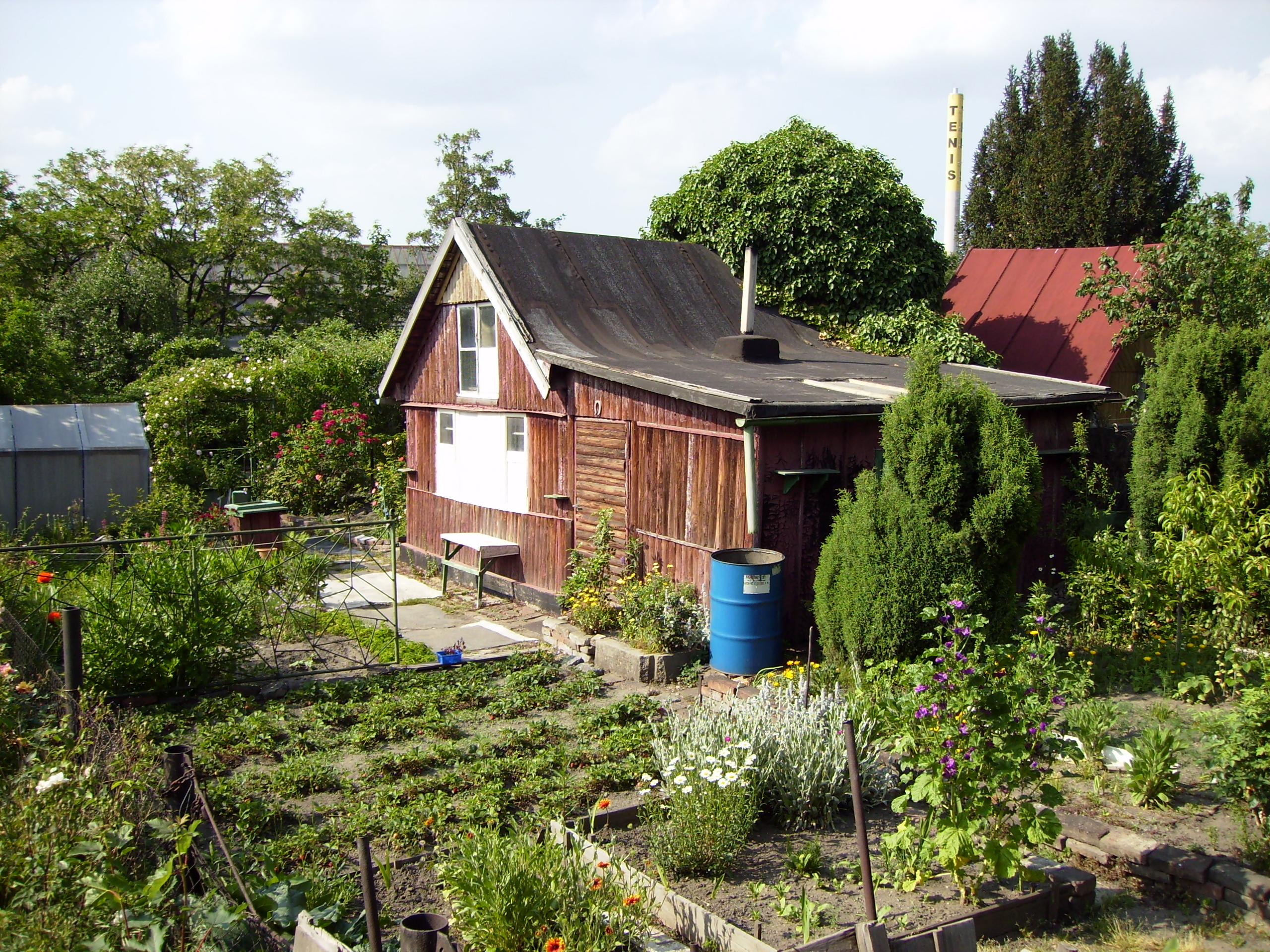
Ogródek działkowy w Pradze

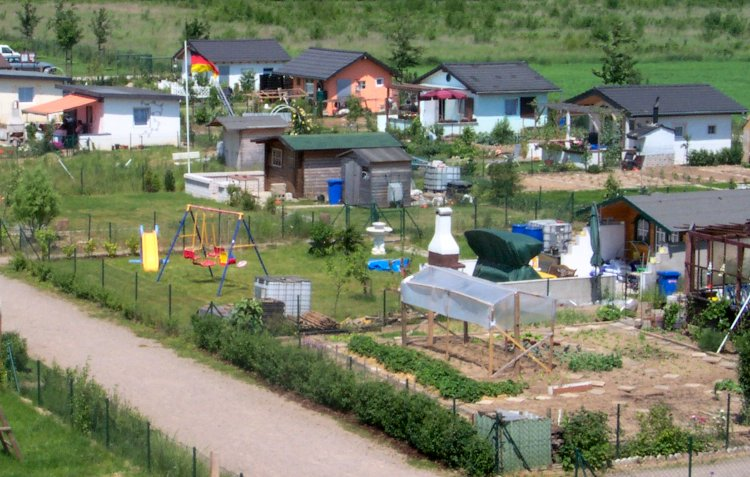
Ogródek w Niemczech

Państwa, w których istnieją ogrody działkowe:
- Czechy
- Słowacja
- Norwegia[8]
- Szwecja[8]
- Dania (pierwsze ogrody działkowe)[8]
- Finlandia[8]
- Francja[9]
- Niemcy[10]
- Malta (ogrody działkowe założone w 2011)[11]
- Holandia
- Filipiny[12]
- Portugalia
- Rosja
- Wielka Brytania[13]
- Stany Zjednoczone[14].

## Międzynarodowe Biuro Ogrodów Działkowych i Rodzinnych
Międzynarodowe Biuro Ogrodów Działkowych i Rodzinnych (Office International du Coin de Terre et des Jardins Familiaux a.s.b.l.) to organizacja zrzeszająca europejskich działkowców. Powstała w 1926 roku.